# René Farsy
René Farsy, né le 9 juin 1927 à Heucourt-Croquoison et mort le 31 janvier 2019 à Istres (Bouches-du-Rhône), était un aviateur français. Il fut chef pilote d'essai de la SNECMA.